# Emma Bormann
Emma Bormann (* 29. Juni 1887 in Döbling bei  Wien; † 28. Dezember 1974 in Riverside (USA)) war eine österreichische Malerin und Graphikerin. Sie lebte fast dreißig Jahre in Ostasien und in den USA.

## Leben
Emma Bormann war Tochter des deutschen Althistorikers Eugen Bormann. Sie studierte 1912 bis 1917 an der Universität Wien, nahm 1913 teil an der IV. Wiener Universitätsreise nach Sizilien und Tunesien, wo sie den Künstler Oskar Laske bei der Arbeit hat beobachten können, und promovierte 1917 zum Dr. phil. mit den Hauptfächern Germanistik und Archäologie. Zeitgleich besuchte sie von 1912 bis 1916 die Wiener Graphische Lehr- und Versuchsanstalt bei Ludwig Michalek. 1917/18 belegte sie für ein Semester an der Kunstgewerbeschule München den Lehrgang für grafische Techniken. Danach wurde Bormann 1918 zunächst Lehrerin an den Privaten Lehrwerkstätten für grafische Techniken in München. 1918 entstand ihr erster Holzschnitt, und der Holzschnitt wurde zu ihrem beliebtesten Ausdrucksmittel. „Der Holzschnitt… ist offensichtlich das ihren Absichten am meisten entsprechende technische Verfahren, doch fehlt es in ihrem Werk auch nicht an Radierungen und Lithographien“ schrieb 1922 der Kunsthistoriker Arpad Weixlgärtner. 1920 stellte sie zum ersten Mal im Künstlerhaus in Wien aus. Von 1920 bis 1923 war sie erneut zur Weiterbildung an der Graphischen Lehr- und Versuchsanstalt in Wien, nun bei Alfred Cossmann. Von 1926 bis 1939 war sie als Lektorin für Zeichnen an der Wiener Universität tätig.
Ab 1920 unternahm sie zahlreiche Reisen in Europa, 1936 in die USA. Nach ihrer Zwangsbeurlaubung 1939 ging sie nach China, wo sie bis 1950 in Hongkong, Shanghai, Beihai und Peking lebte. Dann kehrte sie über Japan, Hawaii und die USA nach Europa zurück, das sie bis 1953 besuchte. Ab 1953 lebte Bormann in Tokio, von wo aus sie Reisen innerhalb Japans und nach Asien unternahm. Ab 1957 lebte sie abwechselnd bei ihren zwei Töchtern in Tokio und Riverside (Kalifornien, USA). 1973 besuchte sie zum letzten Mal Wien. Dezember 1974 starb sie in Riverside.
Bormann stellte Ölgemälde, Radierungen, Holz- und Linolschnitte her. Beliebte Themen waren Stadtansichten von oben gesehen und belebte Theater-, Konzert- und Opernsäle. In Stadtansichten und Landschaften aus Österreich, Deutschland, Frankreich, England, Schweden, der Tschechoslowakei, Italien, Türkei, China, Japan und den USA spiegeln sich die vielen Reisen der Künstlerin wider. Drucke von ihr befinden sich außer in Wien vor allem in Kunstsammlungen im englischsprachigen Raum, z. B. im Metropolitan Museum of Art und im British Museum.
Emma Bormann war seit  1925 mit dem Mediziner Dr. Eugen Milch († 1958) verheiratet.

## Einzelausstellungen
Zahlreiche Einzelausstellungen ab 1921
- in Europa (Berlin, Groningen (Niederlande), Wien (Österreich), Stockholm (Schweden))
- in den USA (Chicago, Decatur, Riverside, San Francisco)
- in Asien (Hongkong, Shanghai, Tokyo)
- in Australien (Carrick)

Darüber hinaus war Emma Bormann an zahlreichen Gruppenausstellungen beteiligt.

## Publikationen
- Das Skibuch. Brieflicher Lehrgang des Skilaufes für perfekte Läufer und solche, die es doch nie werden wollen. Wien: Gesellschaft für vervielfältigende Kunst, 1922.
- Katalog der Drucke, die bis 1930 entstanden waren, 1930.
- Die vielgeliebten Ski. Neue Lieder zu alten Melodien mit Scherenschnitten geziert. Selbstverlag, 1937.

## Kunstmappen
- Beethoven. Wien 1792–1827. (13 Holzschnitte), 1927.
- Peking (10 Holzschnitte), 1944.
- Imperial Court Dancers (7 Serigraphien), 1955.